# Иони
Ио́ни (Ёонай; чук. Юӈин) — олиготрофное озеро в правобережье реки Ионивеем, располагается на территории Чукотского района Чукотского автономного округа России. Входит в состав национального парка «Берингия».
Название получило по реке Юнивэйм.

## Расположение
Озеро расположено восточнее центра Чукотского полуострова, на юго-западной «границе» полуострова Дауркина во впадине между двух гор — Еонай (Иони), 682 м, и Гыльмимлиней, 685 м.

## Гидрография
Зеркало озера находится на высоте 26 метров над уровнем моря. Площадь озера — 27,8 км². Площадь водосборного бассейна — 193 км². Водоём имеет пять притоков, крупнейший из которых, река Приозерная, впадает в озеро на северо-востоке. На юго-западе из озера вытекает река — Ёонайпильгын, являющийся правым притоком Йонайвеема.
Берег Иони пологий, в восточной части заболочен и покрыт кочкарником. Дно песчано-галечное, водная растительность полностью отсутствует.
Малая северная часть озера отделена от основной песчаной косой, в которой имеется узкий пролив.
Озеро замерзает в первой половине сентября, полностью лёд исчезает в конце июня.
Бассейн озера граничит с бассейнами рек Арэныскынваам, Гыльмымильвеем и притоками Ёонайпильгына.

## Окрестности
На южном берегу озера, у истока Ёонайпильгына, находится группа археологических историко-культурных сооружений — «Иони 1 — 6», датируемая 2 тысячелетием до н. э..
Вдоль южного и западного берегов озера проходит тракторная дорога, связывающая находящуюся на берегу перевалочную базу бывшего колхоза имени Ленина с посёлком Лорино.
Вблизи южного окончания озера находится на порядки меньшее, озеро Найвакгытгын.

## Флора и фауна
В озере зимует проходная мальма, вес которой доходит до 3 кг, при этом её промысел сильно подорвал запасы популяции. Водятся также аляскинский хариус, чир и тонкохвостый налим.
Окрестности озера мало пригодны для гнездования птиц, однако через этот район проходит миграция белого гуся, канадского журавля и белошея.
На берегу озера произрастает редкий лишайник из семейства Пармелиевых — Cetrelia alaskana, занесённый в Красную книгу России.